# Liste der Stolpersteine in Biedenkopf

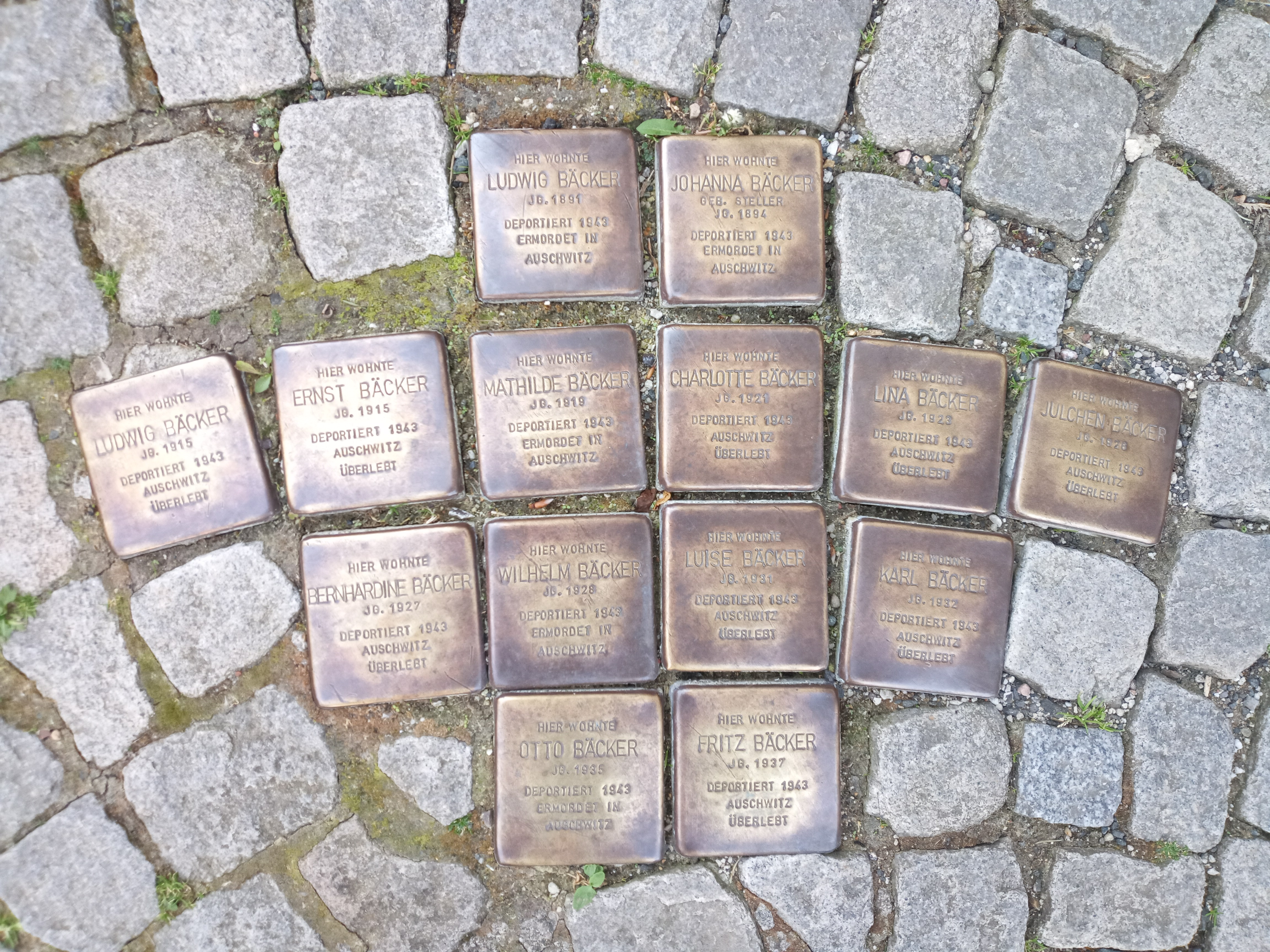
Stolpersteine in der Thauwinkelstraße 12

Die Liste der Stolpersteine in Biedenkopf enthält alle Stolpersteine, die im Rahmen des gleichnamigen Projekts von Gunter Demnig in Biedenkopf verlegt wurden. Mit ihnen soll an Opfer des Nationalsozialismus erinnert werden, die in Biedenkopf lebten und wirkten.

## Verlegte Stolpersteine
| Bild | Person, Inschrift                                                                      | Adresse                           | Verlege- datum | weitere Informationen |
| ---- | -------------------------------------------------------------------------------------- | --------------------------------- | -------------- | --------------------- |
|      | Hier wohnte Ludwig Bäcker Jg. 1891 deportiert 1943 ermordet in Auschwitz               | Thauwinkelstraße 12, Biedenkopf · | 1. Sep. 2008   |                       |
|      | Hier wohnte Johanna Bäcker geb. Steller Jg. 1894 deportiert 1943 ermordet in Auschwitz | Thauwinkelstraße 12, Biedenkopf · | 1. Sep. 2008   |                       |
|      | Hier wohnte Karl Bäcker Jg. 1932 deportiert 1943 Auschwitz überlebt                    | Thauwinkelstraße 12, Biedenkopf · | 1. Sep. 2008   |                       |
|      | Hier wohnte Charlotte Bäcker Jg. 1921 deportiert 1943 Auschwitz überlebt               | Thauwinkelstraße 12, Biedenkopf · | 1. Sep. 2008   |                       |
|      | Hier wohnte Lina Bäcker Jg. 1923 deportiert 1943 Auschwitz überlebt                    | Thauwinkelstraße 12, Biedenkopf · | 1. Sep. 2008   |                       |
|      | Hier wohnte Luise Bäcker Jg. 1931 deportiert 1943 Auschwitz überlebt                   | Thauwinkelstraße 12, Biedenkopf · | 1. Sep. 2008   |                       |
|      | Hier wohnte Fritz Bäcker Jg. 1937 deportiert 1943 Auschwitz überlebt                   | Thauwinkelstraße 12, Biedenkopf · | 1. Sep. 2008   |                       |
|      | Hier wohnte Julchen Bäcker Jg. 1926 deportiert 1943 Auschwitz überlebt                 | Thauwinkelstraße 12, Biedenkopf · | 1. Sep. 2008   |                       |
|      | Hier wohnte Mathilde Bäcker Jg. 1919 deportiert 1943 ermordet in Auschwitz             | Thauwinkelstraße 12, Biedenkopf · | 1. Sep. 2008   |                       |
|      | Hier wohnte Wilhelm Bäcker Jg. 1928 deportiert 1943 ermordet in Auschwitz              | Thauwinkelstraße 12, Biedenkopf · | 1. Sep. 2008   |                       |
|      | Hier wohnte Otto Bäcker Jg. 1935 deportiert 1943 ermordet in Auschwitz                 | Thauwinkelstraße 12, Biedenkopf · | 1. Sep. 2008   |                       |
|      | Hier wohnte Bernhardine Bäcker Jg. 1927 deportiert 1943 Auschwitz überlebt             | Thauwinkelstraße 12, Biedenkopf · | 1. Sep. 2008   |                       |
|      | Hier wohnte Ernst Bäcker Jg. 1915 deportiert 1943 Auschwitz überlebt                   | Thauwinkelstraße 12, Biedenkopf · | 1. Sep. 2008   |                       |
|      | Hier wohnte Ludwig Bäcker Jg. 1915 deportiert 1943 Auschwitz überlebt                  | Thauwinkelstraße 12, Biedenkopf · | 1. Sep. 2008   |                       |